# Banshee (personaje)
Banshee (Sean Cassidy), (Español: La Alma en Pena) es un superhéroe irlandés que aparece en los cómics estadounidenses publicados por Marvel Comics, comúnmente en asociación con los X-Men. Creado por el escritor Roy Thomas y el artista Werner Roth, apareció por primera vez en X-Men #28 (enero de 1967).
Un mutante irlandés, posee un «grito sónico», capaz de dañar los sistemas auditivos de los enemigos y causar vibraciones físicas. Él lleva el nombre del alma en pena, un fantasma legendario de la mitología irlandesa, que se dice posee un grito poderoso.
Sean, exagente de la Interpol y agente de policía del Departamento de Policía de Nueva York, tenía una década más que la mayoría de los X-Men y solo tenía un tiempo relativamente corto como X-Men a tiempo completo. Fue mentor de la Generación X, el equipo juvenil de la década de 1990.
Caleb Landry Jones interpretó el papel de Banshee en X-Men: primera generación (2011).

## Historial de publicaciones
Banshee fue creado por el escritor Roy Thomas y el artista Werner Roth, y apareció por primera vez en X-Men #28 (enero de 1967). Thomas originalmente concibió al personaje como una mujer, pero el editor Stan Lee pensó que no se vería bien que todo un equipo se uniera contra una villana.

## Biografía ficticia

### Origen
Sean Cassidy, nació en el Cassidy Keep, ubicado en Irlanda. Desde su infancia, Sean mantuvo una rivalidad con su primo Thomas "Tom" Cassidy. En su juventud, él y Thomas pretendieron a la misma mujer, Maeve Rourke, pero fue Sean quien finalmente se casó con ella. Después de su matrimonio, Sean consiguió empleo en la Interpol como inspector. Mientras Cassidy estaba ausente en una misión, Maeve descubrió que está embarazada y da a luz a su hija, Theresa. Maeve muere trágicament en un bombardeo de la IRA. Sin medios para ponerse en contacto con Sean, su primo Tom se hace cargo de Theresa. Cuando Sean vuelve, se entera de la muerte de su esposa y queda devastado. Antes de que Tom le puede decir de la existencia de su hija, Sean arremete contra Tom con su grito sónico por no haber cuidado mejor de Maeve. Mientras que Sean se va volando, Tom cae en un abismo. Él se fracturó una pierna como consecuencia del ataque, que lo deja con una leve cojera. Enojado, Tom jura hacer pagar a Sean y se compromete a no hablarle de su hija, criando a Theresa como suya.

### Factor-Tres
Cassidy abandona la Interpol y se convierte en un detective independiente. El villano Changeling le invita a unirse a la organización criminal Factor-Tres. Cassidy se horroriza al enterarse de las metas de Factor-Tres y se niega rotundamente. Sin embargo, el Factor-Tres, lo captura y coloca una cinta que contenía explosivos alrededor de su cabeza para obligarle a obedecer. Sean toma el nombre código de "Banshee", un espíritu de la mitología irlandesa y se ve obligado a obedecer las órdenes de Factor-Tres, realizando diversas misiones criminales para la organización. En una misión en la ciudad de Nueva York, Banshee encuentra el equipo de superhéroes mutantes llamados X-Men. El Profesor Charles Xavier es capaz de usar su telepatía para desarmar a la banda que Banshee tenía en su cabeza y eliminarla, lo que permite a Banshee ayudar a la derrota de Factor-Tres.

### X-Men
Unos años más tarde, Xavier se acerca a Banshee para reclutarlo a su segunda generación de X-Men. Él forma parte de la misión contra Krakoa, la Isla Viviente, en la que los nuevos X-Men rescatan a los X-Men originales. Banshee acompaña al equipo en muchas misiones diferentes y está presente en varios momentos clave en la historia del equipo, incluyendo la primera aparición de la Fuerza Fénix y el primer encuentro del equipo con los Shi'Ar. Más tarde, los X-Men, se encuentran con la Dra. Moira MacTaggert, una amiga y colega del Profesor Xavier. Banshee y Moira sienten una fuerte atracción mutua. Banshee se reencuentra con su primo Tom, ahora convertido en el supervillano Black Tom Cassidy, y con su socio Juggernaut.
Banshee pierde el uso de sus poderes cuando sus cuerdas vocales quedan gravemente dañados en la batalla con el terrorista Moses Magnum. Él decide abandonar a los X-Men para quedarse con Moira MacTaggert en la Isla Muir luego de que ambos inician un romance.
Más tarde, Banshee se entera de la existencia de su hija Theresa. Theresa desarrolló poderes sónicos similares a los de su padre. Ella utiliza el alias de Siryn y es obligada a ayudar a Black Tom, con sus crímenes. Siryn se reforma y se reencuentra con su verdadero padre.
Los poderes de Banshee retornan gradualmente, y poco a poco recupera sus poderes sónicos. Después de que la mayoría de los X-Men desaparecen al cruzar el Siege Perilous en Australia, Banshee une fuerzas con Forja y habilitan un equipo provisional de X-Men en la Isla Muir.
Poco después, los X-Men se reúnen y el equipo se reforma en las unidades "Azul" y "Dorado". Banshee permanece en el equipo como miembro de reserva. Tras una batalla con los Acólitos, Banshee sufre una ruptura de quijada, por lo que deja a los X-Men y vuelve con Moira MacTaggert a la Isla Muir.
Más adelante, Banshee regresa a la Mansión X para ayudar al Profesor Xavier en el tratamiento de Sabretooth. Para ese momento, su relación con Moira atraviesa una crisis y ambos deciden separarse temporalmente. Durante el ataque de los alienígenas Phalanx a los X-Men, Banshee organiza un equipo provisional de X-Men compuesto por él mismo, Sabretooth, Júbilo y Emma Frost. Este equipo tiene éxito en rescatar a la siguiente generación de mutantes de las garras de los Phalanx.

### Generación X
Banshee, junto con Emma Frost es elegido por Xavier para fingir como codirector de la nueva Escuela Xavier para Jóvenes Superdotados, ahora ubicada en la Academia de Massachusetts. Allí se convierte en mentor del equipo juvenil de mutantes Generación X. Banshee también se convierte en tutor, durante algún tiempo de los niños mutantes Franklin Richards, Artie Maddicks y Leech.
La muerte del joven Everett Thomas, más conocido como Synch, uno de los miembros de Generación X, en una explosión, hace que Banshee caiga en el alcoholismo.
En poco tiempo, la Academia finalmente cierra sus puertas porque los estudiantes abandonan a sus maestros. Durante este período de tiempo, Moira MacTaggert muere a causa de las heridas sufridas en una explosión creada por la cambiaformas Mística, lo que agrava el alcoholismo de Banshee.

### X-Corps
Banshee, una vez rehabilitado, se integra a la X-Corp, una especie de embajada mutante fundada por el Profesor Xavier, convirtiéndose en líder de la sede de Nueva York. La villana Mística logra infiltrarse en el equipo, causando estragos y apuñalando a Banshee en la garganta. Con ayuda de los X-Men, Banshee sobrevive al ataque.

### Muerte
Banshee intenta salvar a un avión lleno de inocentes de las garras de Vulcan, quién estaba poniendo a prueba a los X-Men, con su nave, el Blackbird. Volando hacia el Blackbird, Banshee intenta alterar la trayectoria de la nave con un grito sonoro. Su plan tiene éxito, sin embargo, como su garganta no ha sanado por completo, su grito no es lo suficientemente fuerte como para desviar el choque. Banshee decide entonces volar directamente hacia el avión. Wolverine y Nightcrawler encontraron el cuerpo sin vida de Banshee en el Blackbird y confirman que él y todos los civiles murieron en el accidente.
Cíclope da la noticia de la muerte de Banshee a su hija, Siryn. Siryn recibe una cinta de video que Banshee hizo para ella en el caso de su muerte. El le expresa la esperanza de que volvería a reunirse con la madre de Siryn. En su testamento, Sean dio a su hija su castillo, el Cassidy Keep, en Irlanda. Algún tiempo después, Siryn quedó embarazada de Hombre Múltiple, y a su nacimiento, nombra al bebé, Sean, en honor de su difunto padre. Al morir el niño en circunstancias extrañas, Siryn parte hacia Cassidy Keep. A su regreso, ella adopta el nombre de su padre, Banshee.

### Necrosha
Banshee es uno de los muchos mutantes fallecidos que son resucitados por la vampira psíquica Selene en su intento por alcanzar la divinidad. Banshee junto con otros zombis, invade Utopía, la nueva sede donde residen los X-Men y ataca a Cíclope y a Emma Frost, antes de caer a manos del rayo óptico de Cíclope.

### Resurrección
Banshee fue restaurado a la vida por una Semilla de la Muerte de los Celestiales. El es reclutado por los Gemelos Apocalipsis como parte de sus nuevos Jinetes. Después de la derrota de los Gemelos Apocalipsis, Banshee queda bajo la custodia de los X-Men y se coloca bajo observación en el área médica de la mansión de los Avengers. Bestia concluye que curar la energía de Banshee de la Semilla de la Muerte, llevará años y una tecnología muy avanzada.
Más tarde, Banshee reapareció como parte del Frente de Liberación Mutante junto con Hope Summers. Después de una confrontación con los X-Men y la nueva encarnación de la Hermandad de mutantes malignos, Banshee regresó con los X-Men. En un combate contra ONE, los X-Men creyeron que Banshee había muerto de nuevo en una explosión, sin embargo, nadie tiene la certeza de este suceso.
Más tarde, Banshee apareció vivo y completamente curado de la energía de la Semilla de la Muerte. Se lo vio de pie con un uniforme amarillo y esperando para atravesar el portal a su nuevo hogar ahora que la población mutante ha aumentado drásticamente en todo el mundo gracias a Krakoa, la isla mutante sensible y sus flores especiales. Banshee finalmente se reúne con su hija Syrin en Krakoa.

## Poderes
Banshee era un mutante con cuerdas vocales, garganta y pulmones superhumanos que le permiten crear poderosas ondas sónicas con su voz, además de ser capaz de usar la ecolocalización. Gracias a su manipulación de las frecuencias sónicas, Banshee también era capaz de volar.

## Otras Versiones

### Era de Apocalipsis
Banshee era parte de los X-Men, y sacrificó su vida para eliminar al malvado Abyss.

### Dinastía de M
Banshee aparece como miembro de los Merodeadores.

### Ultimate Banshee
En este universo, Banshee no es un personaje, sino el nombre de una droga que utiliza Moira MacTaggert y que le proporciona los poderes del Banshee original.

## En otros medios

### Televisión
- Banshee apareció en la serie animada X-Men. Luchó contra Black Tom Cassidy en Fuerza Fénix y junto a X-Men en el episodio "Proteus". Su última aparición fue en el episodio "The Phalanx Covenant" Parte 2 (Temporada 5, episodio 2). Durante la serie, se muestra que tiene una relación romántica con Moira MacTaggert.

### Cine
- Banshee es interpretado por Jeremy Ratchford en la película para la televisión Generación-X. En la película, Banshee dirige la Escuela de Xavier para Jóvenes Dotados con Emma Frost. Sean es mucho más relajado en su enfoque de enseñanza que Emma, y quiere asegurarse de que los estudiantes se unan como un equipo. En la película, él produce un grito sónico que aturde a la gente.

- Su nombre aparece en la lista de Mystique en la cinta X-Men 2.

- Banshee es interpretado por Caleb Landry Jones en la cinta X-Men: primera generación.[25] El actor irlandés Robert Sheehan fue elegido originalmente como el personaje, pero se retiró debido a su programa Misfits.[26] Esta versión es un adolescente estadounidense de 1962 que es reclutado por Charles Xavier y Erik Lehnsherr para ayudarlos a derrotar al Club Fuego Infernal.

- Jones no regresó como Banshee en la secuela, X-Men: días del futuro pasado.[27] Lehnsherr afirma que fue uno de varios mutantes que fueron capturados, experimentados y asesinados por Bolivar Trask.[28]

### Videojuegos
- Banshee aparece en el juego X-Men Legends II: Rise of Apocalypse con la voz de Quinton Flynn. Havok menciona que Banshee había rescatado a algunos refugiados de Nueva York antes de ser capturado por Apocalipsis. Banshee se encuentra en las alcantarillas occidentales después de escapar de las plumas de Nueva York del Apocalipsis. También deja una grabación que gira en torno a Stryfe y que los X-Men y la Hermandad obtengan los códigos de los soldados para que uno de los Demonios Psíquicos lo ayude a luchar contra él. En la Mansión-X, él revela cómo escapó dejando escapar un último grito que sacó la puerta y los tres guardias cercanos.